# Иберия Стар
«Иберия Стар» — грузинский мини-футбольный клуб из Тбилиси. Ранее носил названия «Иберия»,  «Иберия 2000» и «Иберия 2003». Самый успешный мини-футбольный клуб Грузии последних лет. В сезоне 2010/11 является единственным клубом, принявшим участие во всех розыгрышах Кубка УЕФА по мини-футболу.

## История
С 2002 года «Иберия» доминирует во внутреннем первенстве, не упустив ни одного чемпионства. Эти успехи позволили грузинскому клубу принять участие во всех розыгрышах Кубка УЕФА по мини-футболу. Долгое время клуб из Тбилиси не мог преодолеть стартовый для себя раунд. Впервые это удалось ему в сезоне 2009/10. Грузины вышли в Элитный раунд, где заняли третье место, отметившись победой над обладателем Кубка УЕФА по мини-футболу 2004/05 бельгийским «Аксьон 21».

## Достижения клуба
- Чемпион Грузии по мини-футболу (9): 2002, 2003 2004, 2005, 2006, 2007, 2008, 2009, 2010
- Обладатель Кубка Грузии по мини-футболу (4): 2004, 2005, 2006, 2010

## Бывшие известные игроки
- Звиад Купатадзе
- Жоан